# Vouvray-sur-Loir
Vouvray-sur-Loir là một xã trong tỉnh Sarthe ở tây bắc nước Pháp. Xã này có diện tích 8,1 km2.